# Orquestra Ouro Preto
A Orquestra Ouro Preto (OOP) é uma orquestra brasileira. Foi fundada, no ano 2000, pelo compositor e professor Rufo Herrera, junto ao professor e maestro Ronaldo Toffolo. A OOP é formada por vinte músicos, aos quais se agregam músicos convidados, de acordo com o repertório a ser executado. Atualmente tem como regente titular e diretor artístico o maestro Rodrigo Toffolo.

## História
Fundada no ano 2000, com o nome de Orquestra Experimental da UFOP, a orquestra reunia músicos ligados à Universidade Federal de Ouro Preto (UFOP). Seu objetivo, desde o início, o resgate da tradição musical histórica cidade mineira de Ouro Preto, aliando música erudita e popular.
Esse trânsito entre mundos estéticos e musicais distintos marcou desde sempre a trajetória da orquestra, que é fruto da união do Quarteto Ouro Preto, dedicado ao erudito, com o trio Triloz, focado totalmente na música popular. Rodrigo Toffolo fazia parte dos dois grupos. O primeiro concerto, na Casa da Ópera em Ouro Preto, já tinha a marca do experimentalismo. A criação de um repertório eclético sempre foi almejada conscientemente pela orquestra, como uma adaptação da Sinfonia 29 de Mozart com uma série de músicas portenhas.
Rufo Herrera, bandoneonista argentino radicado em Minas Gerais desde o fim dos anos 70, foi personagem fundamental na criação da orquestra em 2000, juntamente com Ronaldo Toffolo. Herrera, no campo das artes, e Toffolo, na área da metalurgia, eram professores na UFOP e, mesmo em lados diferentes na academia, dividiam a paixão pela música e a vontade de dar a Ouro Preto uma companhia profissional.
Ao longo de sua história, a Orquestra já se apresentou, entre outros, em diversas cidades do Brasil como Belo Horizonte (Palácio das Artes, Sesiminas, Fundação de Educação Artística), Rio de Janeiro (Theatro Municipal, Sala Cecília Meireles) e São Paulo (Itaú Cultural, Sesc Instrumental), bem como em outros países latino-americanos, como por exemplo, no Festival Internacional de Música Antiga de Chiquitos, na Bolívia.
A Orquestra Ouro Preto ganhou espaço justamente por apostar na interpretação orquestradas de obras dos Beatles e até o cantor Alceu Valença. Uma mistura que foi excelente para formar novos públicos, especialmente entre os mais jovens. Com o número de seguidores da orquestra no Facebook aumentando consideravelmente após as primeiras apresentações do concerto dos Beatles, em 2009.
Em 2005, foi gravado um documentário sobre a orquestra para a TV France 5, com difusão na Europa e no Brasil.
Lançou, em 2007 o disco Latinidade: música para as Américas, indicado ao Grammy Latino daquele ano.
Em parceria com a Missão do Brasil junto à Comunidade dos Países de Língua Portuguesa, iniciou digressão internacional nos Países e Comunidades de Língua Portuguesa, tendo se apresentado em Portugal e na Galiza. O projeto prevê ainda concertos em Cabo Verde, Moçambique, Angola, Açores, Timor-Leste e Macau.
O cantautor pernambucano Alceu Valença tem uma parceria de longa data com a OPP. As canções de Valença ganharam novos arranjos do violinista paraibano Mateus Freire, que teve o cuidado de preservar e não descaracterizar a essência da obra. O espetáculo começou a ser criado em 2010, quando Alceu conheceu Toffolo graças ao produtor e amigo Paulo Rogério Lage. O concerto, que recebeu o nome de Valencianas, foi gravado em CD e DVD em 2012, quando Alceu completou 40 anos de carreira. Três anos depois essa parceria recebeu o Prêmio da Música Brasileira na categoria Melhor Álbum de Música Popular Brasileira.
O trabalho com Valença foi continuado em Valencianas II, espetáculo contando com músicas como Dia branco (1974), Táxi lunar (1979), Pelas ruas que andei (1982), Como nossos animais (1982), Solidão (1994) e Tesoura do desejo (1992). A gravação rendeu um álbum ao vivo, gravado na Casa da Música, na cidade do Porto, em Portugal, país para onde o espetáculo migra em 2020 após apresentações em algumas capitais do Brasil no último trimestre de 2019.
Em 2020, a Orquestra completou 20 anos de atividades. Em meio a Pandemia de COVID-19 no Brasil, as comemorações foram realizadas sem a presença de público mas com transmissão ao vivo pela internet. A apresentação no Grande Teatro do Sesc Palladium, em Belo Horizonte, a pedido do público, contou com um repertório com clássicos do cinema e de grandes nomes da música, como Alceu Valença, Fernando Brant, Beatles e Milton Nascimento.
A Orquestra participou do documentário Chico Mário – A Melodia da Liberdade, dirigido pelo cineasta Silvio Tendler e selecionado para o Festival In-Edit Brasil de 2021. O filme conta a história de Francisco Mário de Souza, importante compositor e violonista brasileiro, e irmão do cartunista Henfil e do sociólogo Betinho. Tem também a participação de Lenine e Barbara Paz, após circuito de festivais,  o filme será exibido pela CineBrasilTV.
A temporada 2021 da orquestra, chamada Experience, contou com homenagens ao grupo de new wave norueguês A-ha e ao músico mineiro Vander Lee, uma parceria inédita com João Bosco e espetáculos que vão do Jazz de Duke Ellington ao Grunge do Nirvana.
Atualmente a orquestra conta com o patrocínio da Petrobrás.

## Projetos Sócio-educacionais
Desde o seu surgimento em um espaço acadêmico, a Orquestra Ouro Preto entendeu e valorizou o caráter formador da música. Fora dos palcos e das grandes plateias, a companhia mantém dois projetos socioeducacionais. Um deles é a Academia Orquestra Ouro Preto, para jovens músicos, que conta com violinistas, violistas, violoncelistas, contrabaixistas e percussionistas. Todos eles recebendo uma bolsa mensal para participar do projeto.
Outro projeto é o Núcleo de Apoio às Bandas Marciais, presente em dez cidades de Minas, duas do Ceará e uma do Rio Grande do Norte. É um núcleo muito importante e enaltece as bandas de música que tocam no interior, para pessoas de todas as idades.

## Ligações Externas
- Orquestra Ouro Preto - Site Oficial
- Canal Oficial no YouTube
- OOP Oficial no Facebook
- OOP Oficial no Instagram
- OOP Oficial no Spotify